# Horní Bezděkov
Pour les articles homonymes, voir Bezděkov.
Horní Bezděkov (en allemand : Ober Besdiekau) est une commune du district de Kladno, dans la région de Bohême-Centrale, en Tchéquie. Sa population s'élevait à 678 habitants en 2020.

## Géographie
Horní Bezděkov se trouve à 5 km à l'ouest d'Unhošť , à 8 km au sud-ouest de Kladno et à 27 km à l'ouest du centre de Prague.
La commune est limitée par Družec, Braškov au nord, par Kyšice au nord-est, par Unhošť à l'est, par Malé Kyšice au sud-est, par Bratronice à l'ouest.

## Histoire
La première mention écrite du village date de 1260.